# Árvafejérpatak
Árvafejérpatak (1899 előtt Bjelipotok, szlovákul Oravský Biely Potok) község Szlovákiában, a Zsolnai kerület Turdossini járásában.

## Fekvése
Alsókubintól 25 km-re északkeletre, a Nyugati-Tátrában, a Sztudena-völgyben fekszik, Bölényfalutól 6 km-re északnyugatra.

## Története
Árvafejérpatak az első település, melyet a Sztudena-völgyben alapítottak. 1556-ban említik először, első lakói a közeli hegyekben élő pásztorok és árvai várjobbágyok voltak, akik a 16. században telepedtek meg. 1596-ban csak 6 jobbágyház állt a faluban és a 17. század elejére csaknem elnéptelenedett. 1615-ben Árva ura, Thurzó György letelepedést és legelőt biztosított itt a környékbeli pásztoroknak. 1626-ban már 35 gazda, összesen mintegy 180 ember élt a településen.  A 17. században a hadak többször is feldúlták és tűzvész is sokszor pusztította. A sok csapás ellenére azonban a falu lakossága a 18. században tovább növekedett, 1754 és 1764 között teljesen benépesült. Mivel a terméketlen föld nem adott elég megélhetést, a lakosok a pásztorkodás mellett főként kőfaragással és idénymunkákkal keresték kenyerüket. Az 1787-es első népszámláláskor 132 ház állt a faluban 703 lakossal. Virágzott a kézművesipar is, főként a papírgyártás, fafaragás és fazekasság.
A 18. század végén Vályi András így ír róla: „BIELIPOTOK. Tót falu Árva Vármegyében, birtokosa a’ Királyi Kamara, lakosai katolikusok, fekszik Sztudena patak mellett, Tordotsinhoz egy mértföldnyire. Nevezetes malom követ készítő jó kőbányáiért, melly a’ lakosoknak nem kevés hasznot szolgáltat. Határja meglehetős, fája elég, réttyei, ’s legelője is jó; de más fogyatkozásai miatt harmadik Osztálybéli.”
A fejlődést a 19. század elején kitört kolerajárvány szakította meg.
Fényes Elek 1851-ben kiadott geográfiai szótárában így ír a faluról: „Bielipotok, tót falu, Árva vármegyében, 771 kath., 10 zsidó lak. Kath. paroch. templom. 16 5/8 sessio. Papirosmalom. Kőbányák, mellyekből jó malom-kövek ásatnak. F. u. az árvai uradalom. Ut. p. Rosenberg.”
A század végén sokan vándoroltak ki Amerikába a jobb megélhetés reményében. A trianoni diktátumig Árva vármegye Vári járásához tartozott.

## Népessége
| Év:            | 1994. | 2004.   | 2014.    | 2024.   |
| -------------- | ----- | ------- | -------- | ------- |
| Emberek száma: | 563   | 618     | 715      | 760     |
| Eltérés:       |       | +9,76 % | +15,69 % | +6,29 % |

| Év:            | 2023. | 2024.   |
| -------------- | ----- | ------- |
| Emberek száma: | 748   | 760     |
| Eltérés:       |       | +1,60 % |

1910-ben 681, túlnyomórészt szlovák lakosa volt.
2011-ben 691 lakosából 672 szlovák.

## Nevezetességei
- Szent István királynak szentelt római katolikus plébániatemploma 1800-ban épült, 1892-ben és 1945 után megújították. Freskóit Hanula József festette.